# 페이지 매기기
페이지 매기기(pagination) 또는 페이징(paging)은 문서를 전자 페이지 또는 인쇄된 페이지 등 개별 페이지로 나누는 프로세스이다.
컴퓨터 없이 제작된 책에 있어서 페이지 매기기는 페이지의 올바른 순서를 나타내기 위해 연속적인 페이지 번호 매기기를 의미할 수 있으며, 이는 1500년 이전의 문서에서는 거의 발견되지 않았으며 이제서야 일반화되었다. 1550년, 엽면의 앞면에만 번호를 매겼던 엽면(folio)을 대체했다.

## 워드 처리, 탁상출판, 디지털 조판의 페이지 매기기
워드 처리, 탁상출판, 디지털 조판은 의도된 최종 출력 매체로서 인쇄라는 아이디어를 기반으로 구축된 기술이다. 하지만 요즘에는 이러한 경로를 통해 생산된 많은 콘텐츠가 대부분의 사용자에게 종이에 인쇄 시 전자 페이지로 표시되는 것으로 이해된다.
이러한 모든 소프트웨어 도구는 페이지 매기기를 결정하기 위해 알고리즘을 통해 콘텐츠를 흐르게 할 수 있다. 예를 들어, 모두 자동화된 단어 줄 바꿈(하드 코딩된 개행 구분 기호 제거), 기계가 읽을 수 있는 단락(단락 끝 결정) 및 자동 페이지 매기기(페이지 나누기 결정)를 포함한다. 이러한 모든 자동화된 기능은 소프트 하이픈(즉, 단어가 두 줄로 분할된 경우에만 사용되는 하이픈 삽입, 그렇지 않은 경우 표시되지 않음), 수동 줄바꿈( 동일한 단락 내에 새 줄을 강제 적용), 하드 리턴(새 줄과 새 단락을 모두 강제 적용) 및 수동 페이지 나누기 등이 있다.

## 같이 보기
- 외톨이 줄